# Ambulu (Wringin)
Ambulu is een bestuurslaag in het regentschap Bondowoso van de provincie Oost-Java, Indonesië. Ambulu telt 2071 inwoners (volkstelling 2010).